# Estadio Dongdaemun
El estadio Dongdaemun (en coreano, 동대문운동장 — Dongdaemun undongjang) fue un recinto deportivo ubicado en Seúl, Corea del Sur. Permaneció abierto desde 1926 hasta 2003 y durante todo ese tiempo albergó competiciones de atletismo y fútbol. Fue también una de las sedes de los Juegos Olímpicos de Seúl 1988.
Funcionó como el estadio nacional de Corea del Sur durante más de sesenta años, hasta que quedó relegado por el estadio Olímpico de Seúl. Después de los Juegos de 1988, funcionó como estadio de fútbol y acogió a tres equipos de la liga coreana. El campo formaba parte de un complejo deportivo y a su lado se encontraba el Estadio de Béisbol de Dongdaemun, que permaneció abierto hasta 2007.

## Historia
Las obras comenzaron el 26 de marzo de 1925, con la construcción de un campo de béisbol y una pista de atletismo. La inauguración oficial se hizo en marzo de 1926 y el recinto se llamó "Estadio Gyeongseong", nombre de Seúl durante el periodo colonial japonés. Con la liberación de Corea en 1945, se cambió su nombre por el de "Estadio Dongdaemun". Hubo obras de ampliación en 1962 para mejorar las pistas ya existentes y erigir otras instalaciones anexas como una piscina olímpica, canchas de voleibol y pistas de tenis. Y a finales de la década de 1960 se instaló la iluminación artificial.
Dongdaemun fue el principal estadio de Corea del Sur hasta los años 1980, cuando se erigió el estadio Olímpico de Seúl con motivo de los Juegos Olímpicos de 1988. Después del evento, el campo acogió a tres clubes de fútbol de la K-League: el Ilhwa Chunma (1989), el LG Cheetahs (1990) y el Yukong Kokkiri (1991). Los equipos permanecieron allí hasta 1995, cuando la liga inició un proceso de descentralización y las franquicias tuvieron que abandonar la capital. Su uso decayó, aunque siguió albergando partidos de fútbol y de la selección nacional hasta el año 2000.
Cerró en marzo de 2003 y se reutilizó como aparcamiento para el mercado de Dongdaemun hasta 2008, cuando se demolieron los estadios de atletismo y béisbol. En su superficie se edificarán un complejo de ocio y un parque.